# 2016年11月

## 11月1日
- 韩国总统朴槿惠亲信崔顺实涉嫌干预内政被检方带走协助调查，当地民众举行集会表示抗议并要求朴槿惠下台[1]。
- 美国俄亥俄州、宾夕法尼亚州、内华达州和亚利桑那州四州份民主党人指控、同州份共和党和“停止偷窃”组织创办人罗杰·斯通于上述州恐吓选民[2]。

## 11月2日
- 澳大利亚交通安全局（英语：Australian Transport Safety Bureau）的新分析表明马来西亚航空370号班机坠入南印度洋时处于失控状态[3]。
- 美国以侵犯人权为由禁止向菲律宾出售武器[4]。

## 11月3日
- 埃及中央銀行宣佈容許埃及鎊匯率自由浮動，即日生效。[5]
- 中国首枚重型運載火箭长征五号于11月3日20点43分（UTC+8）在海南文昌航天发射场成功发射[6]。

## 11月4日
- 土耳其安全部队开始大规模逮捕亲库尔德派人民民主党议员，党魁塞拉赫丁·德米尔塔什和菲根·约瑟克达（英语：Figen Yüksekdağ）名列其中，该国互联网一度被封锁[7][8]。
- 被指控在报道1月份的巴谭果空军基地致命袭击（英语：2016 Pathankot attack）时泄露军方敏感机密，印地语新闻频道NDTV印度（英语：NDTV India）被政府停播24小时，印度编辑工会表示抗议[9]。

## 11月5日
- 朴槿惠发表电视讲话为容让自己的长期闺密不当干政而道歉[10]。

## 11月6日
- 英国首相声称下议院必须接受脱欧方案[11]。
- 美国联邦调查局局长詹姆斯·科米向国会表示，没有找到与新批电子邮件存在关系[12][13]。

## 11月7日
- 索马里加勒卡约爆发武装冲突，至少29人死[14]。
- 德里和新德里严重雾霾，空气质量指数高达999，学校被迫停课[15]。
- 越南洪水，至少15人死[16]。

## 11月8日
- 2016年美國總統選舉進行投票。同時眾議院全部435個席位及參議院其中34個席位也會進行改選。[17]
- 韩国检察官突袭了三星电子办事处，调查该集团是否给予崔顺实之女郑维罗提供不当经济援助。[18][19]

- 印度總理莫迪同日晚間，突然召開記者會，會中強調為打擊印度「黑錢」與杜絕「貪腐」現象，自11月9日凌晨起，停止面額「500」和「1,000」盧比的紙鈔在市面上流通。此舉於同日晚，引發大規模「恐慌性」兌換其他可流通之面額現鈔。[20]

## 11月9日
- 2016年美国总统选举结果正式出炉，共和党候选人唐納德·川普击败民主党候选人希拉里·克林顿，意外當選美國第45任總統。随着特朗普成为美国总统的前景愈发成为可能，道琼斯指数期货市场急降750点。[21]
- 美國有數州在大選同時進行是否容許大麻合法化的投票，其中加利福尼亚州、内华达州、麻薩諸塞州投票通過容許「休閒用途」的吸食大麻，而在亞利桑那州則被投票否決。此外佛罗里达州和北达科他州投票通過藥用大麻合法化。[22]

## 11月10日
- 全美多个州分爆发了反对唐纳德·川普担任下一任美国总统的示威。[23]
- 西门子宣布计划斥资150亿美元将医疗部门独立出母公司。[24]

## 11月11日
- 因航空港附近出现山火使发射推迟两天后，搭载数字地球公司（英语：DigitalGlobe）世界观4号卫星（英语：WorldView-4）的宇宙神5型运载火箭从范登堡空军基地成功发射。[25]

## 11月12日
- 阿布沙耶夫在菲律宾对开海域绑架六名越南籍船员。[26]
- 针对当前的政治丑闻，100多万名韩国民众聚集在首尔青瓦台前举行示威，要求总统朴槿惠引咎辞职。这是该国自反美牛肉示威（英语：2008 US beef protest in South Korea）声势最浩大的示威。[27][28][29]

## 11月13日
- 新西兰基督城附近发生里氏7.8级地震，造成至少2人喪生，新西兰民防局已发出海啸预警。[30][31][32]
- 魯門·拉德夫贏得2016年保加利亞總統選舉第二輪投票，當選下任總統。[33]
- 伊戈尔·多东贏得2016年摩尔多瓦总统选举第二輪投票，當選下任總統。[34]

## 11月14日
- 自1948年以來，月球於本日的滿月是最接近地球的一次，形成「超級月亮」現象。[35]
- 俄羅斯经济发展部部长阿列克謝·瓦連京諾維奇·烏柳卡耶夫（英语：Alexey Ulyukaev）因涉嫌受賄200萬美元被捕。[36]烏柳卡耶夫上月批准将巴什石油公司50%的股份卖给国营的俄罗斯石油[37]。

## 11月15日
- 埃及上诉法庭推翻了穆罕默德·穆尔西及其他五名穆斯林兄弟会的死刑判决，要求就六人在瓦迪·埃尔-纳特伦监狱（英语：Wadi el-Natrun prison）劫狱案中所扮演角色重审[38]。
- 2012年桑迪·胡克小学枪击案遇难者家属上书最高法院，要求撤销下级法庭对该案凶器毒蛇XM-15型半自动步枪（英语：Bushmaster XM-15）制造商雷明登武器公司的控诉[39]。

## 11月16日
- 据伊朗卫生部报道，由于严重雾霾，德黑兰过去23天内有412人死亡，全市学校被迫紧急关闭[40]。

## 11月17日
- 莫桑比克太特省發生油罐車爆炸，至少73人喪生。[41]
- 日本首相安倍晋三在特朗普大厦会见美国当选总统唐纳德·特朗普。[42]

## 11月18日
- 世界卫生组织宣布寨卡病毒疫情结束，疫情已降级为疟疾及黄热病等蚊子传播的普通疾病。[43]

## 11月19日
- 印度东北部冲突持续不断，阿萨姆邦三名士兵中埋伏遇害[44]。
- 波蘭政府宣佈加冕耶穌基督為波蘭國王，將人民、世俗、宗教的主權全部交與國王手中[45]。

## 11月20日
- 印度北方邦普克拉延附近發生火車出軌事故，超過100人喪生。[46]

## 11月21日
- 美國當選總統唐納·川普宣佈將在上任後令美國退出跨太平洋戰略經濟夥伴關係協議。[47][48]

## 11月22日
- 日本氣象廳發布，於當地清晨5時59分，福島縣外海發生芮氏規模7.4、深度約11公里的地震。並於同時段，對福島縣其沿岸地區發出海嘯警報。[49]
- 台灣航空公司復興航空宣佈：由於「航空業區域景氣不振，財務狀況持續惡化，今年度前三季共計虧損已逾22億，且後勢未見樂觀」，決定解散公司，即日起全面停航。[50]

## 11月23日
- 白人至上主义者托马斯·梅尔（Thomas Mair）因谋杀（英语：Killing of Jo Cox）乔·考克斯被判处终身监禁（英语：Life imprisonment in England and Wales）。[51]

## 11月24日
- 日本東京同日降下，自1962年以來（相隔54年）的第一場（11月）雪。美國美聯社轉述氣象學家的推論，預估此次降雪量將達2公分的高度。[52]
- 中国江西省宜春市的丰城发电厂三期建设项目发生冷却塔施工平台坍塌，造成74人遇难。[53]

## 11月25日
- 古巴共产党前第一书记兼古巴前国务委员会主席菲德尔·卡斯特罗逝世，享年90岁[54]。

## 11月26日
- 美国绿党总统候选人吉尔·斯泰因要求在密歇根州、宾夕法尼亚州和威斯康星州重新计票（英语：2016 United States presidential election recount and audit）[55]。

## 11月27日
- 瑞士公投（英语：Swiss referendums, 2016）否决到2029年废除核电建设的提案[56]。
- 弗朗索瓦·菲永在法国总统共和党提名初选（英语：The Republicans (France) presidential primary, 2016）中凭借三分之二的选票取得压倒性胜利。阿兰·朱佩随后承认失败，并表示他将支持菲永竞选总统[57]。

## 11月28日
- 美国一名嫌犯驾车冲入俄亥俄州立大学撞向人群后，持刀刺伤多人，造成11人住院，1人伤势严重。警方表示现场安全。嫌犯是来自索马里的难民和该校学生，被警方当场击毙。[58][59]

## 11月29日
- 巴西甲级足球联赛沙佩科恩斯足球会搭乘的一架客机在哥伦比亚的麦德林市附近坠毁，机上共载有81人。[60]該隊原訂參加南美洲的第二大足球盃賽南美盃的冠亞軍決賽。

## 11月30日
- 2016年国际象棋世界冠军赛落幕，挪威象棋大师马格努斯·卡尔森击败俄罗斯挑战者谢尔盖·卡尔亚金，成功卫冕冠军[61]。

- 「國際純化學和應用化學聯合會（IUPAC）」同日宣布，原子序113的新元素之命名權，全權交由原發現國日本處置，並正式認可命名為「nihonium」。原子序記號為「Nh」。[62][63]